# 横口式石槨
横口式石槨（よこぐちしきせっかく）とは、後期～終末期の古墳にみられる横穴式墓制の一つである。石棺式石室とも言う。
切石を用いて、内部に木棺や乾漆棺を納められるよう程度の大きさに造られ、短辺の小口部が開口する。前室や羨道が付く場合もある。
主として畿内に分布し、大阪府羽曳野市の観音塚古墳や奈良県明日香村の高松塚古墳などが代表的な例。

## 石槨式石室をもつ主な古墳
- 鬼の爼・鬼の雪隠（奈良県高市郡明日香村）
- 牽牛子塚古墳（奈良県高市郡明日香村）
- 高松塚古墳（奈良県高市郡明日香村）
- キトラ古墳（奈良県高市郡明日香村）
- 中尾山古墳（奈良県高市郡明日香村）
- 束明神古墳（奈良県高取町）
- 石のカラト古墳（奈良県奈良市・京都府木津川市）
- シシヨツカ古墳（大阪府南河内郡河南町）
- 小口山古墳（大阪府羽曳野市）
- 鉢伏山西峰古墳（大阪府羽曳野市）
- 観音塚古墳（大阪府羽曳野市）
- お亀石古墳（大阪府富田林市）
- 尾市古墳（広島県福山市）
- 猪ノ子古墳（広島県福山市）
- 曽根田白塚古墳（広島県福山市）
- 北塚古墳（広島県福山市）
- 岩屋古墳（鳥取県米子市）
- 団原古墳（島根県松江市）
- 古宮古墳（大分県大分市）

## ギャラリー

大阪府
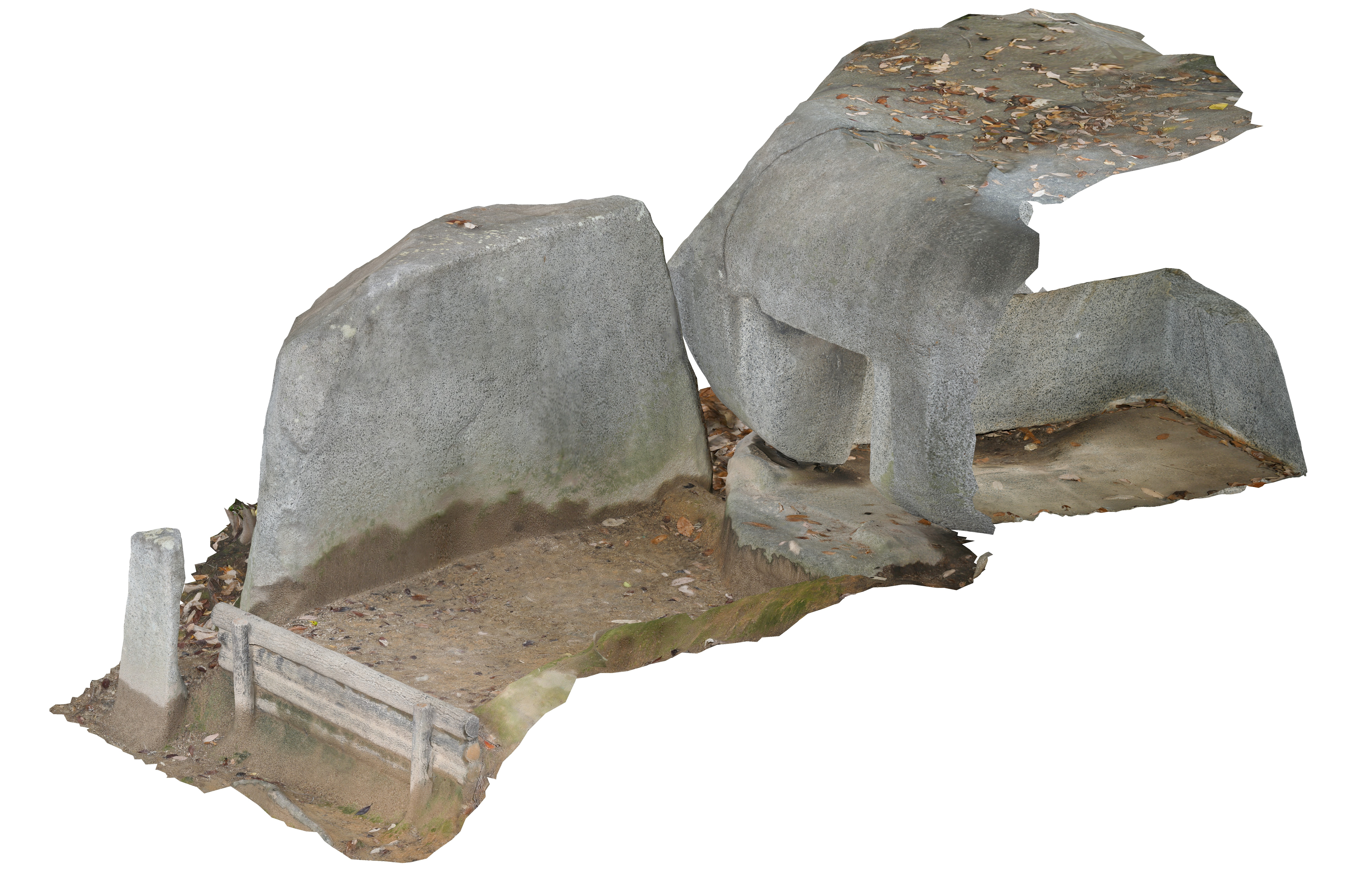
寝屋川市 石宝殿古墳
富田林市 お亀石古墳
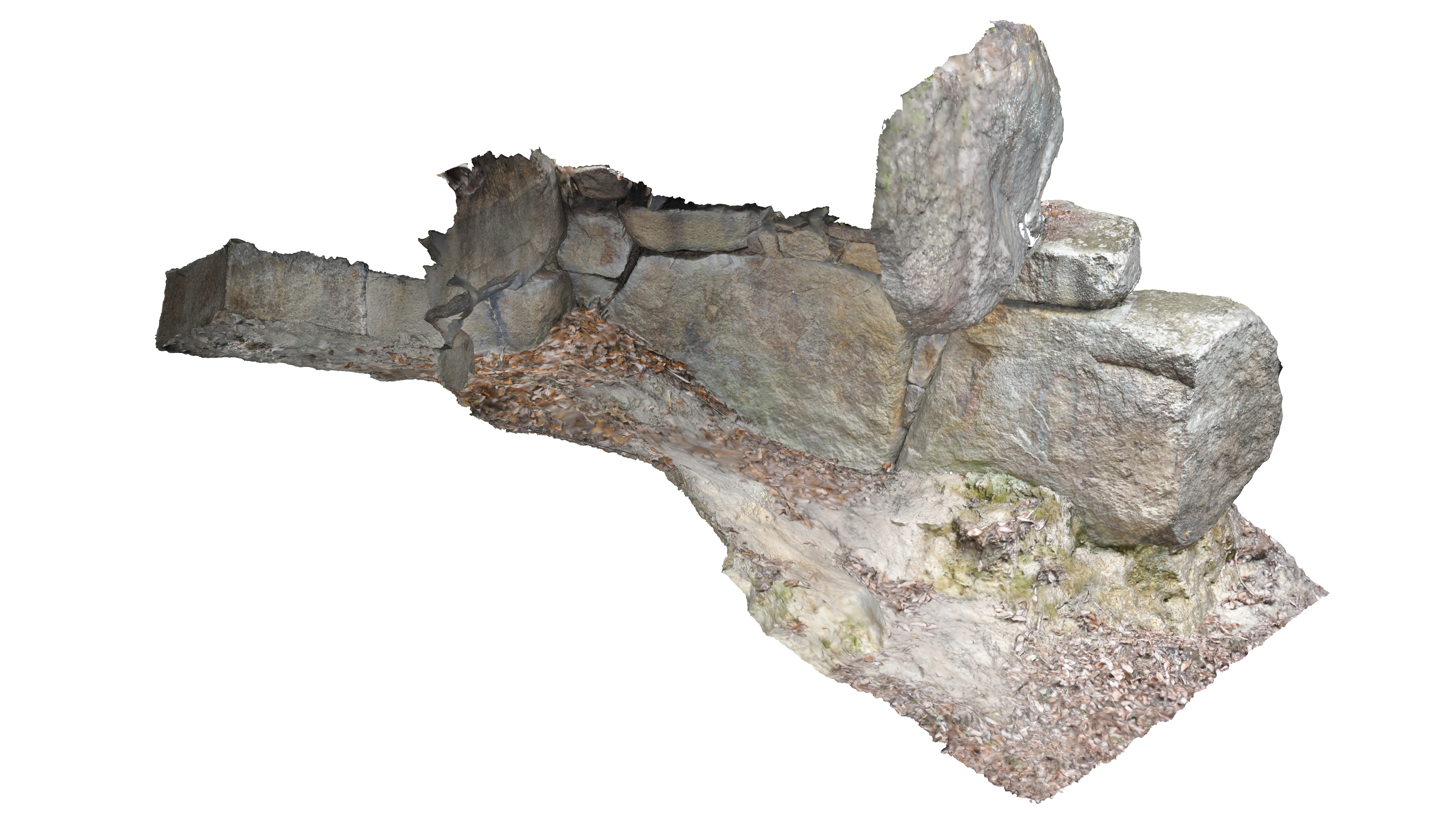
柏原市 平尾山古墳群平尾山第67支群2号墳
羽曳野市 オーコ8号墳
羽曳野市 観音塚古墳
羽曳野市 鉢伏山西峰古墳
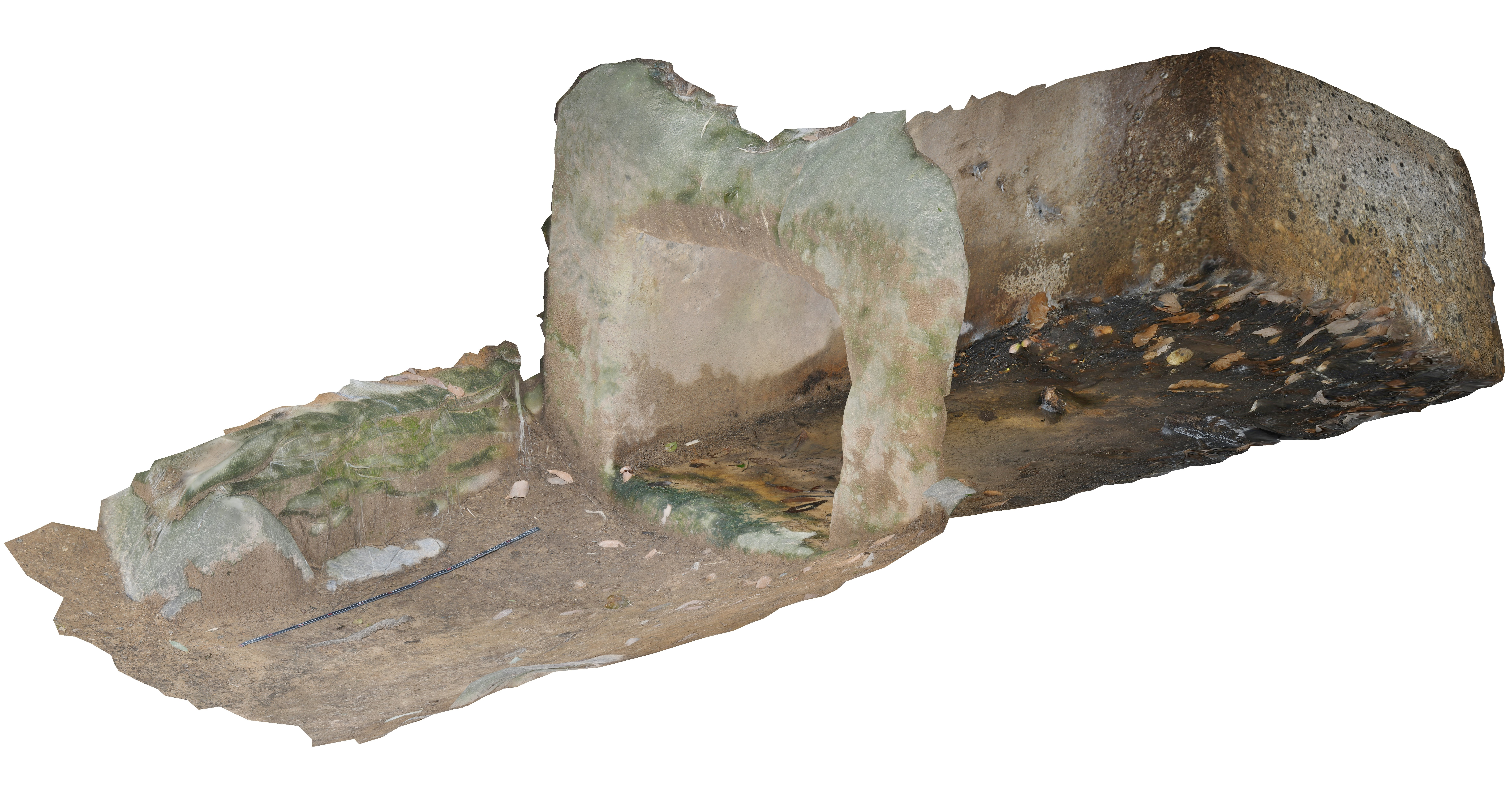
羽曳野市 小口山古墳
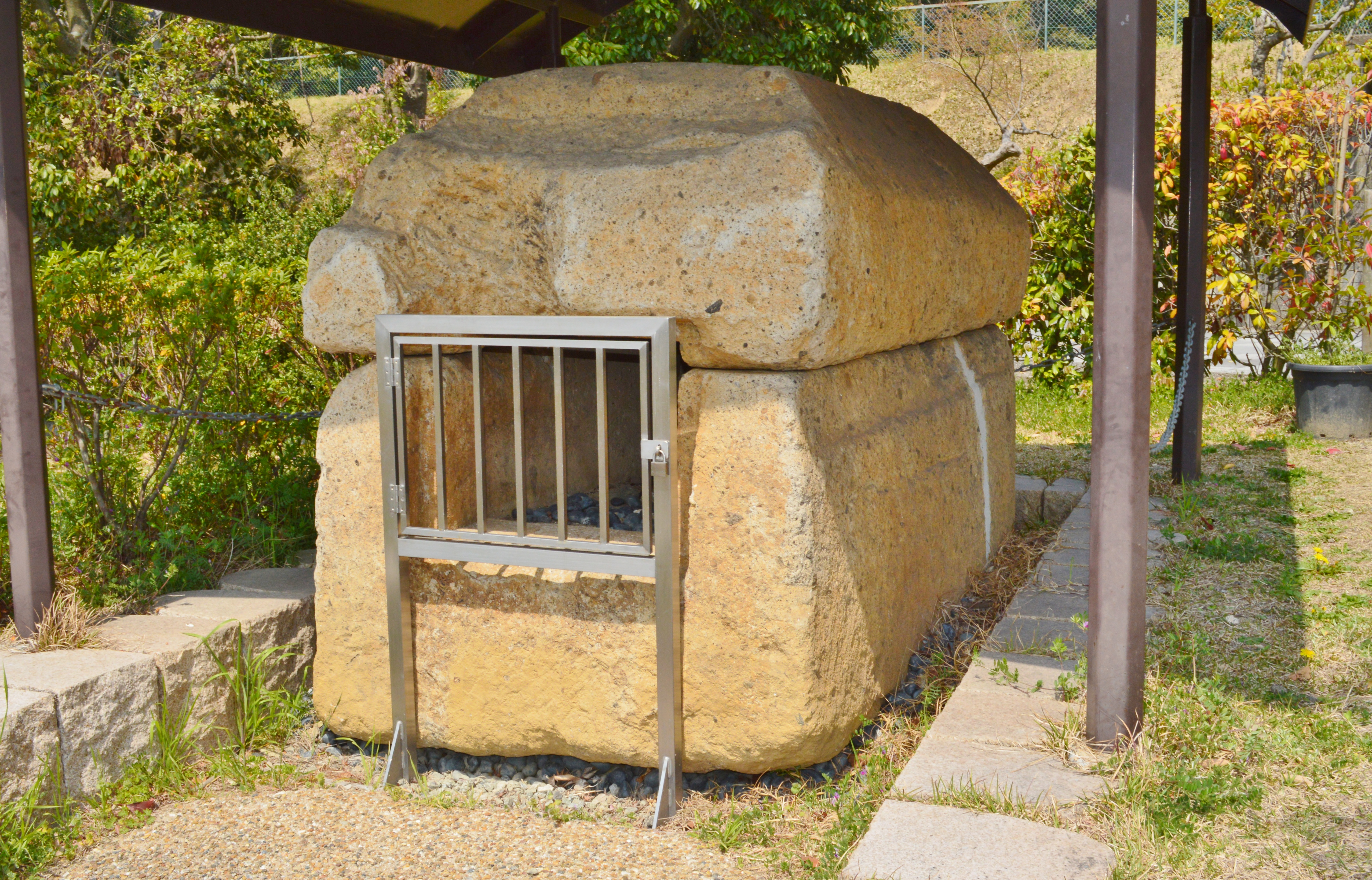
太子町 松井塚古墳（移築）
太子町 御嶺山古墳
河南町 ツカマリ古墳
河南町 白木古墳

奈良県
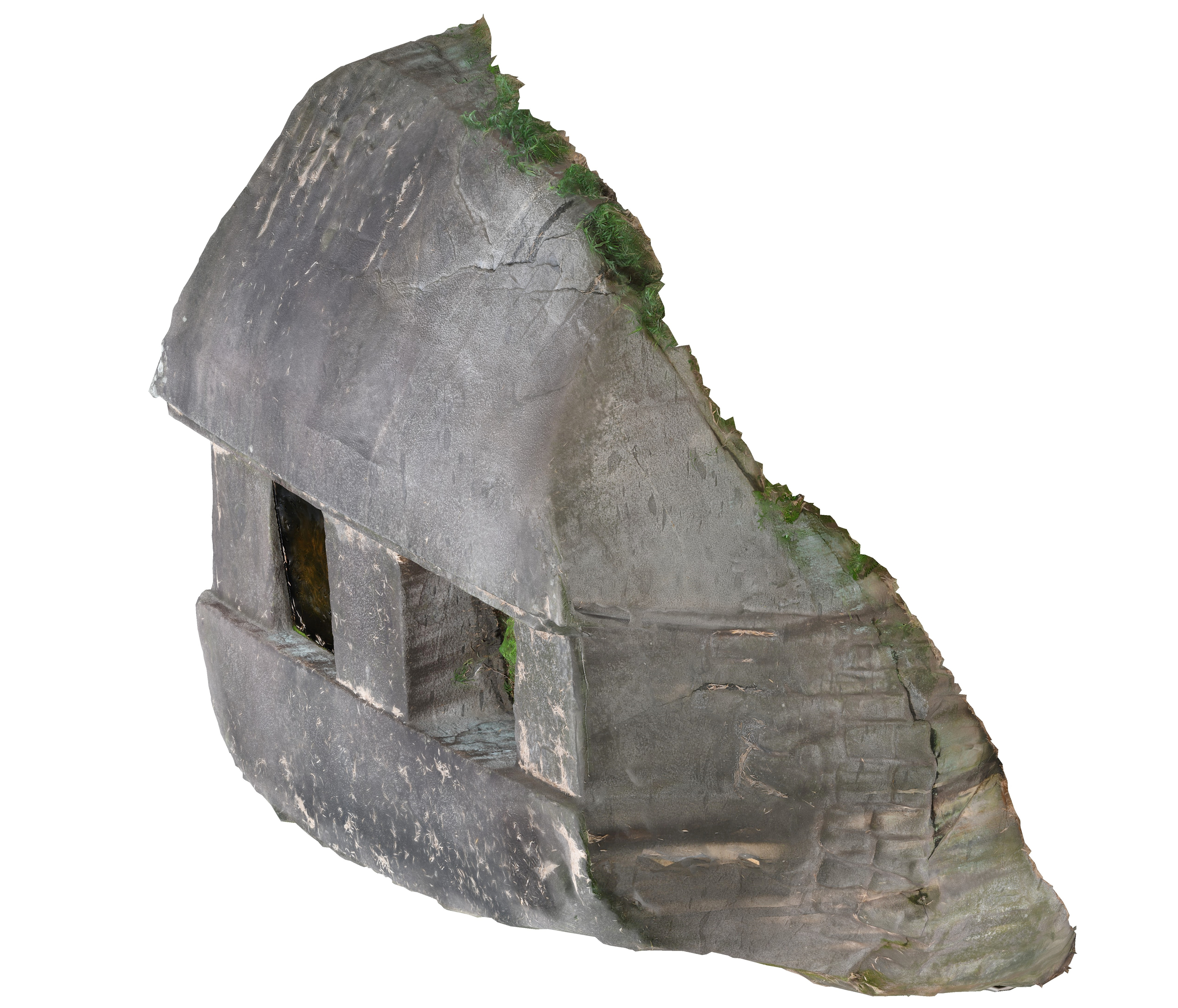
橿原市 益田岩船
桜井市 花山塚古墳
御所市 巨勢山323号墳
高取町 寺崎白壁塚古墳
香芝市 平野塚穴山古墳
平群町 上山2号墳（移築）
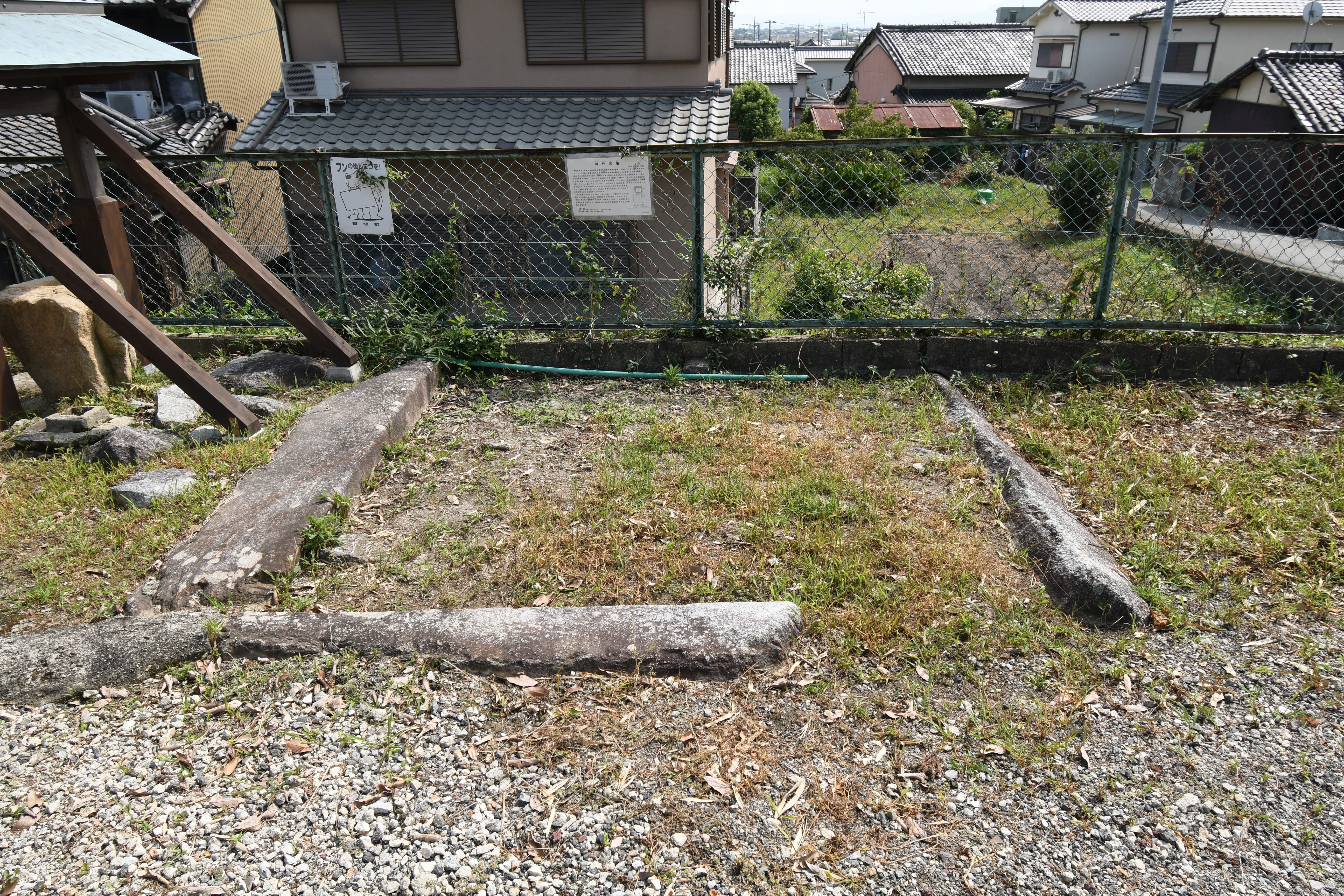
斑鳩町 神代古墳
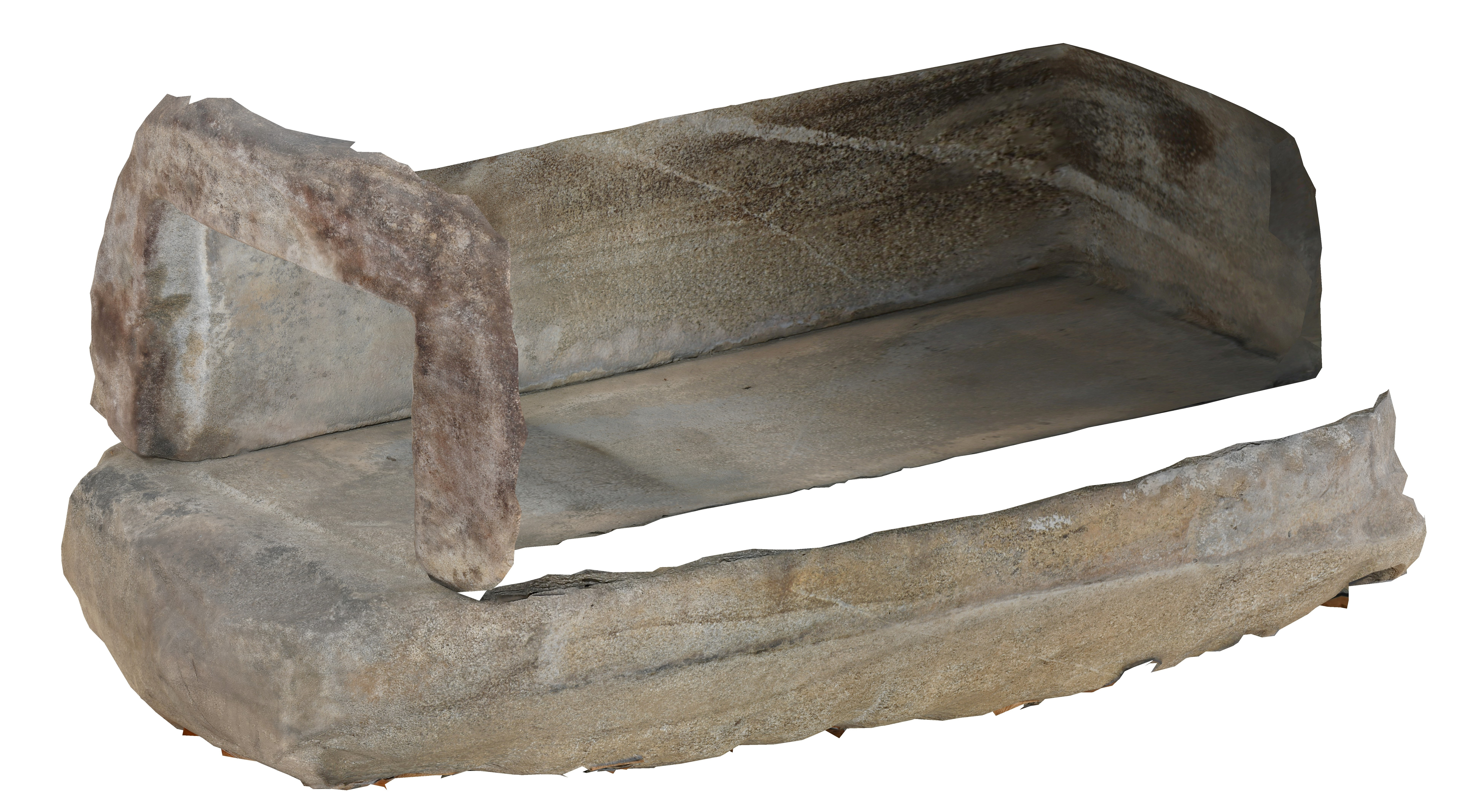
斑鳩町 竜田御坊山3号墳
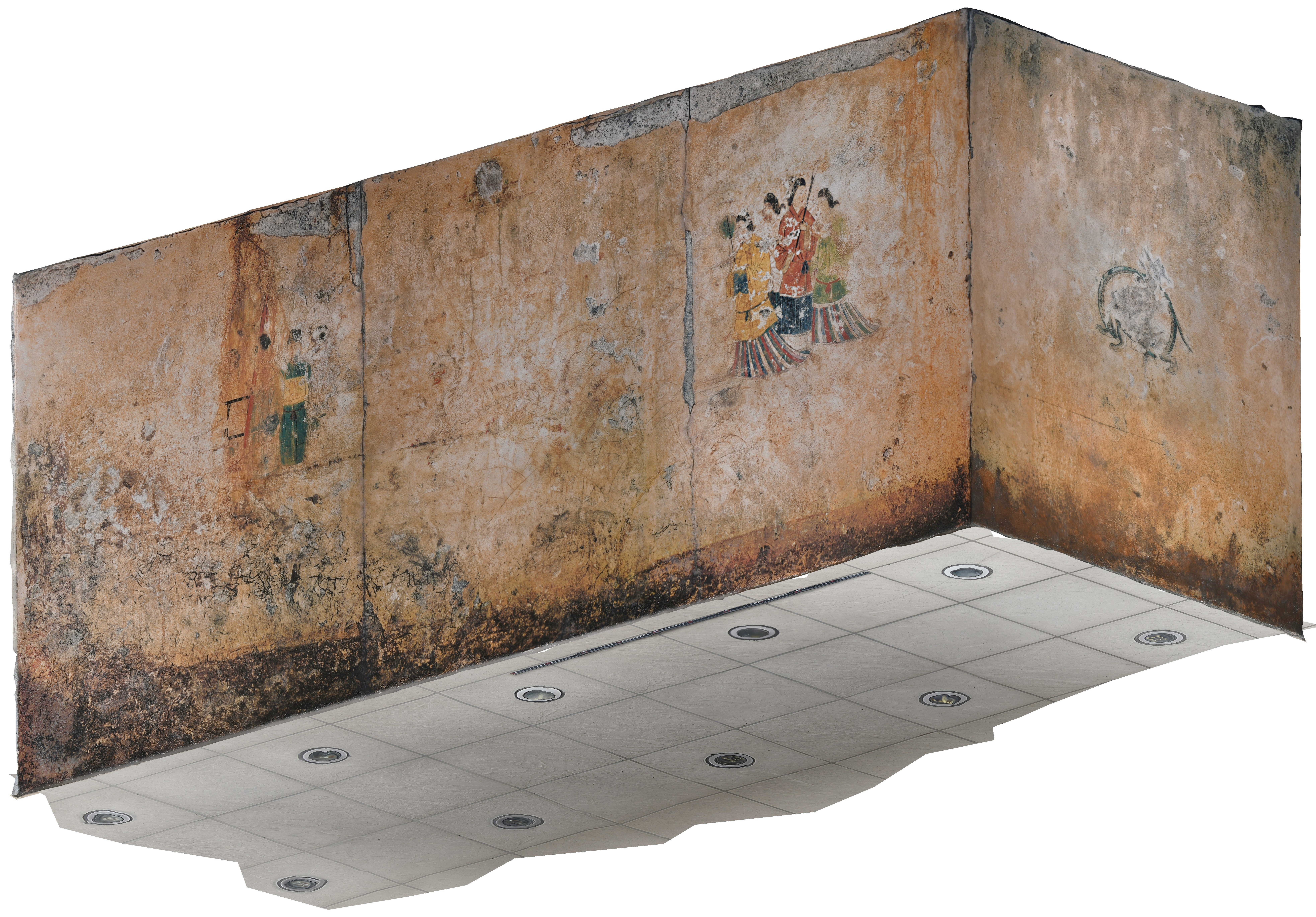
明日香村 高松塚古墳（レプリカ）
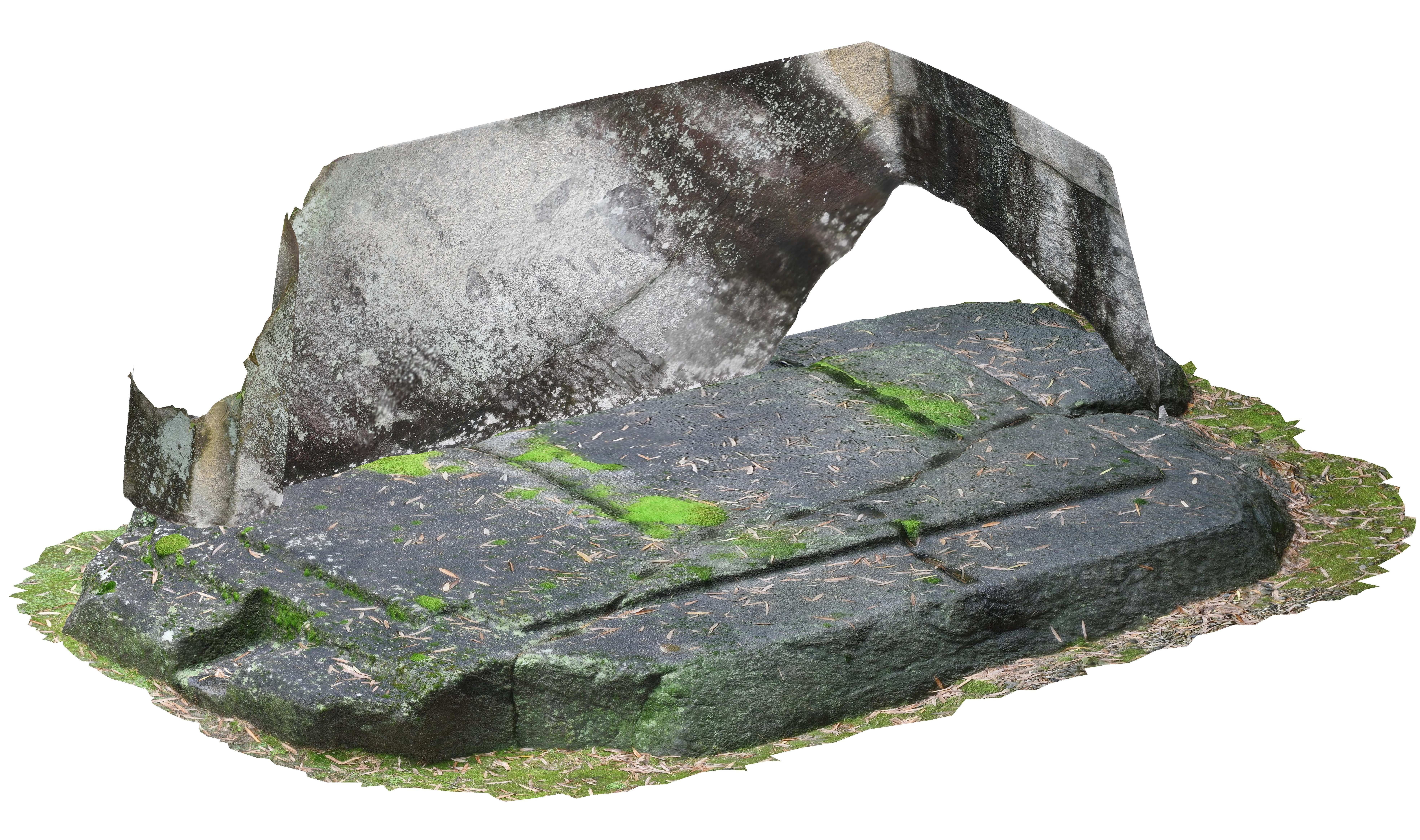
明日香村 鬼の俎・鬼の雪隠
明日香村 越塚御門古墳
明日香村 牽牛子塚古墳

その他
福島県白河市 谷地久保古墳
兵庫県相生市 若狭野古墳
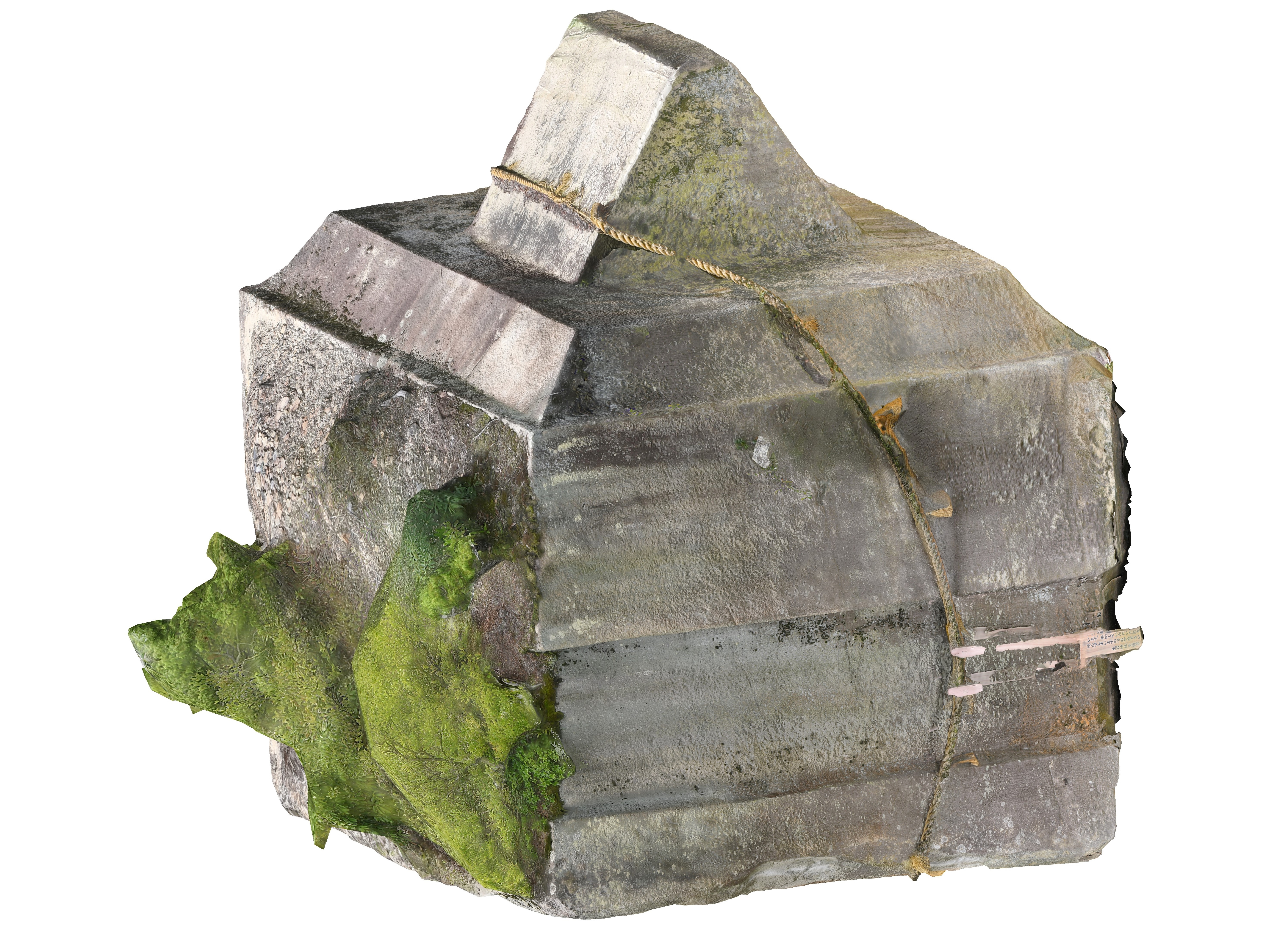
兵庫県高砂市 石の宝殿
鳥取県鳥取市 山ヶ鼻古墳
島根県松江市 廻原1号墳
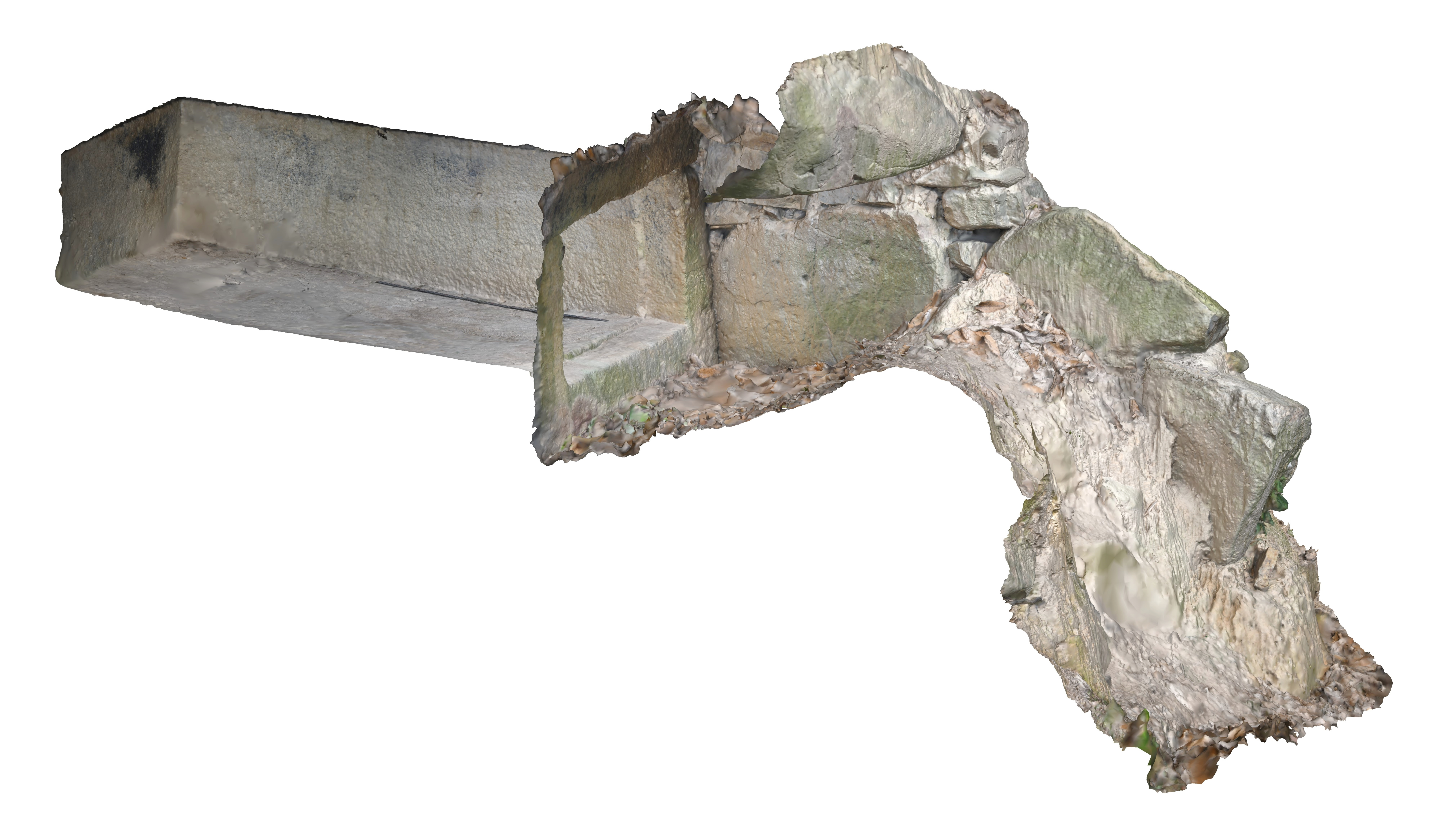
岡山県総社市 長砂2号墳
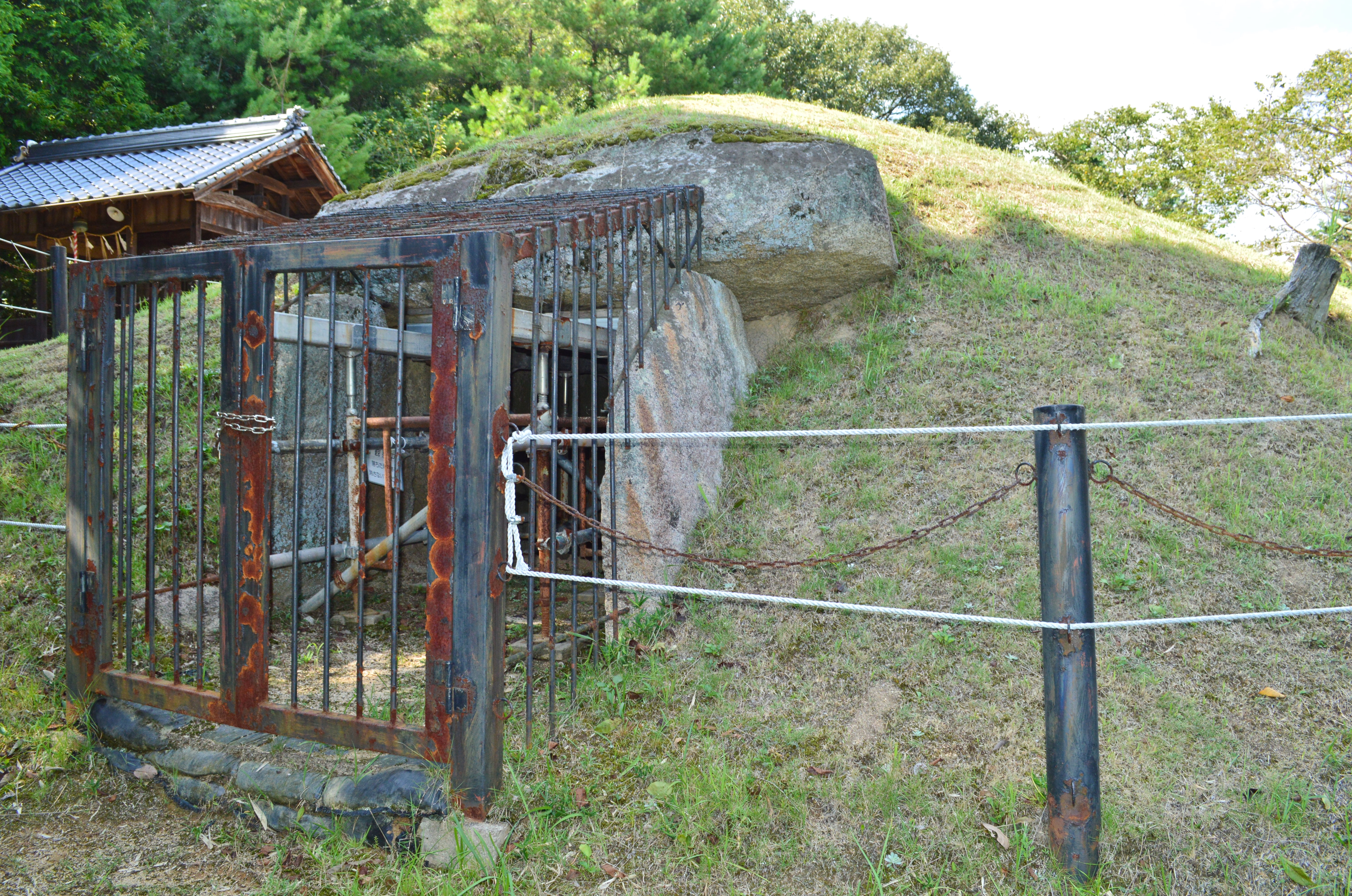
広島県福山市 猪ノ子古墳
広島県福山市 曽根田白塚古墳
広島県福山市 尾市1号墳
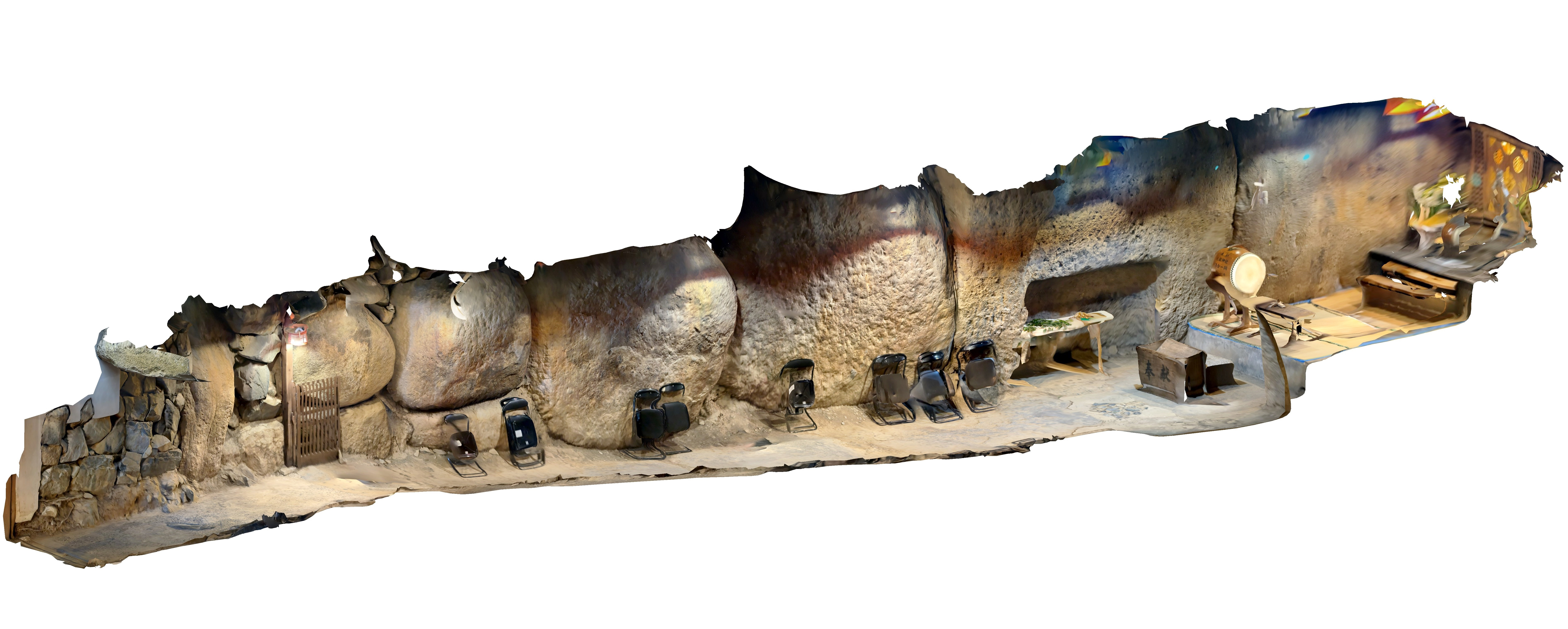
福岡県福津市 宮地嶽古墳
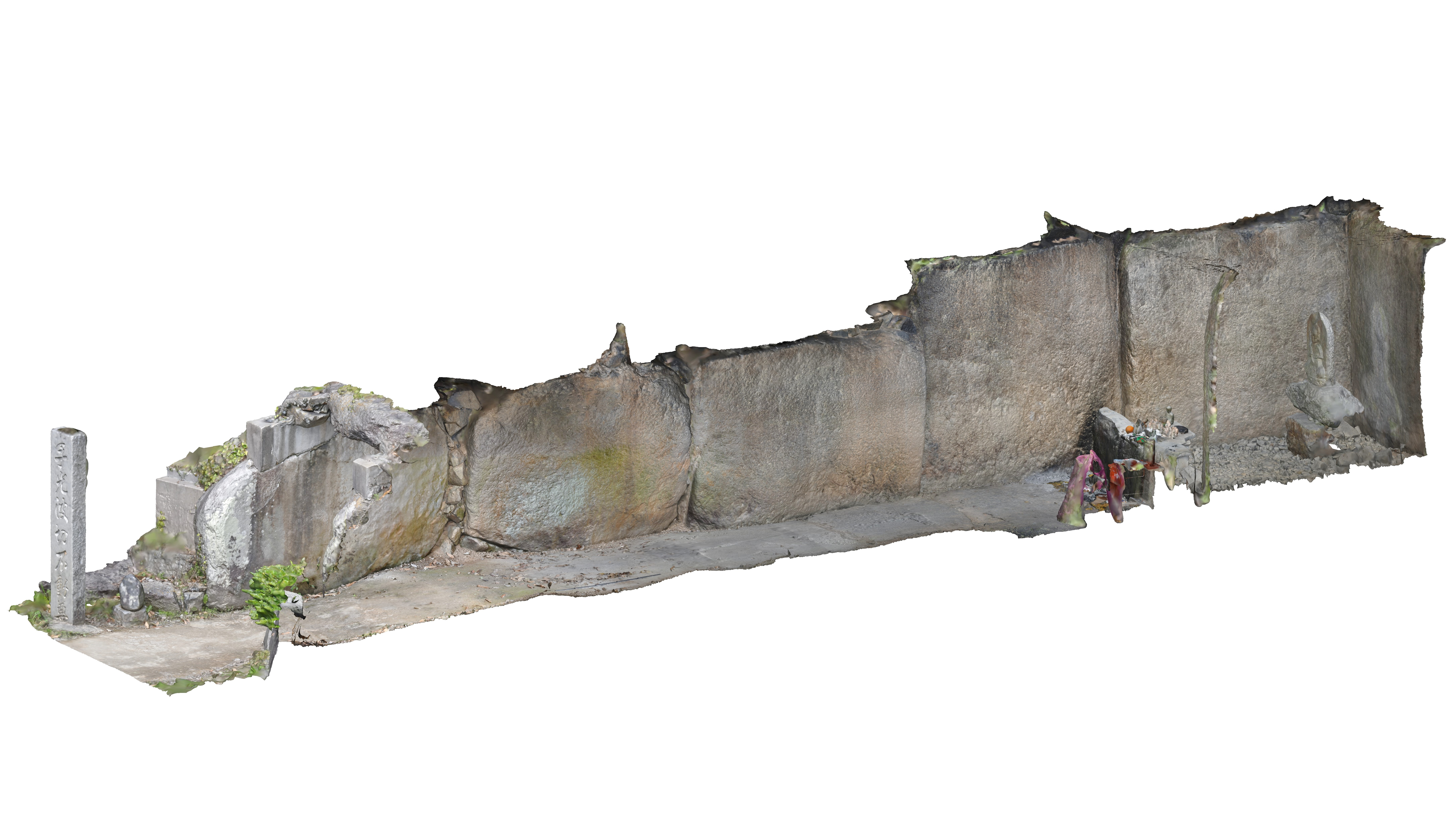
福岡県福津市 手光波切不動古墳
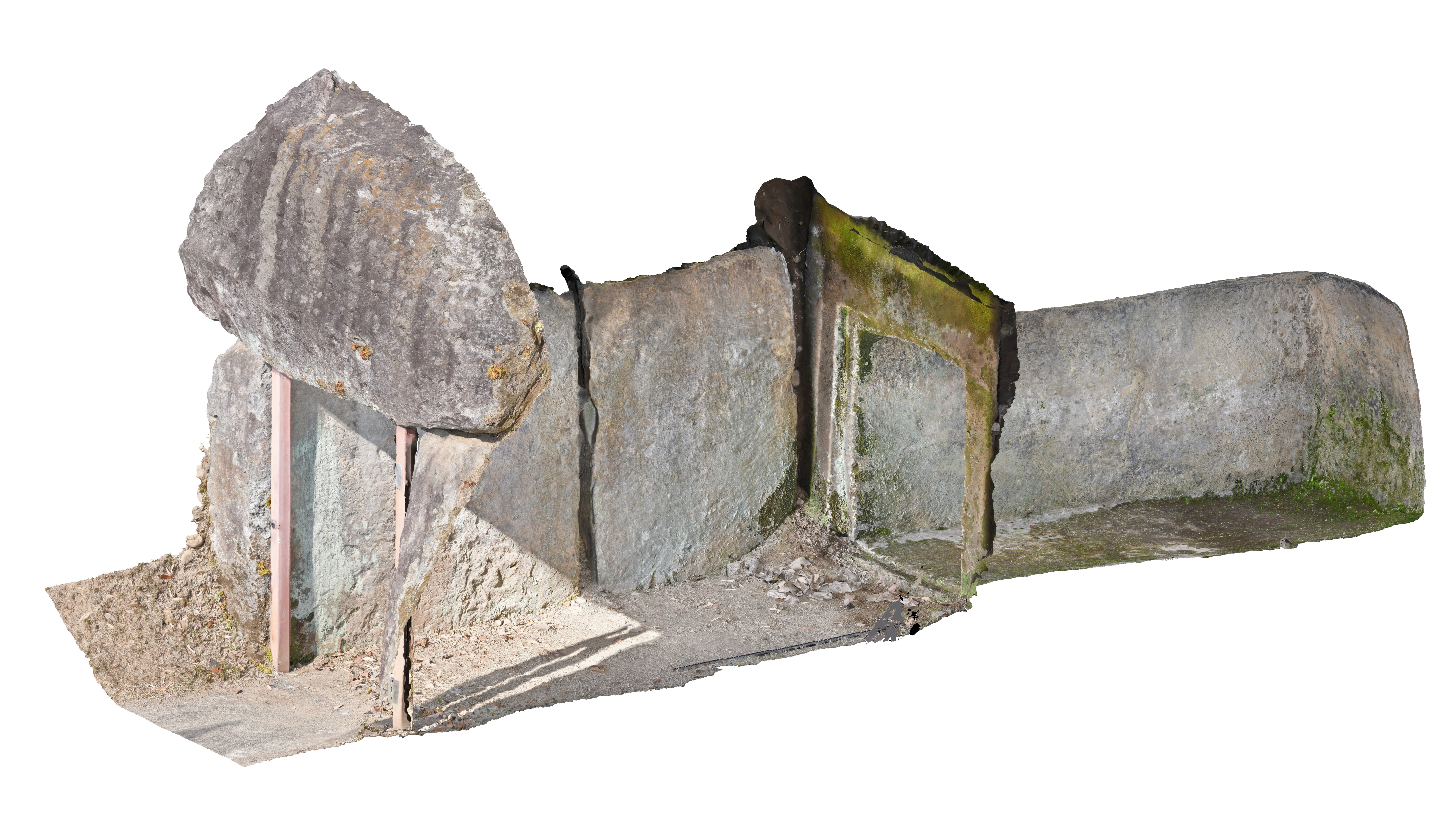
大分県大分市 古宮古墳